# فرانك جيرستير
فرانك جيرستير (بالألمانية: Frank Gerster)‏ هو لاعب كرة قدم ألماني في مركز الوسط، ولد في 15 أبريل 1976 في كمبتن في ألمانيا. شارك مع منتخب ألمانيا تحت 20 سنة لكرة القدم ومنتخب ألمانيا تحت 21 سنة لكرة القدم. أما مع النوادي، فقد لعب مع آينتراخت فرانكفورت وبايرن ميونخ 2 وبايرن ميونخ وساتشسين لايبزيغ وكيمنتزر ونادي ماغديبورغ.

## وصلات خارجية
- فرانك جيرستير على موقع قاعدة بيانات كرة القدم.إي يو (الإنجليزية)
- فرانك جيرستير على موقع بيانات كرة القدم. دي إي (الألمانية)
- فرانك جيرستير على موقع عالم كرة القدم.نت (الإنجليزية)